# Ernest Rossi
Ernest Lawrence Rossi, né le 26 mars 1933 et mort le 19 septembre 2020, est un psychothérapeute ericksonien californien. Il possède un doctorat en psychologie, et exerce à Los Osos, en Californie. 
Il est l'auteur de plusieurs livres, dont certains sont écrits avec le psychiatre et psychologue Milton H. Erickson, inventeur de l'« hypnose éricksonnienne » et inspirateur de la thérapie brève. Rossi a publié de nombreux ouvrages dont Psychobiologie de la guérison (2002) (traitant du lien entre le corps et l'esprit) et Du Symptôme à la lumière. La nouvelle dynamique des systèmes auto-organisés en hypnothérapie.

### Ouvrages
- L'homme de février (avec Milton Erickson)
- Traite pratique de l'hypnose (avec Milton Erickson)
- 2O minutes de répit, avec  D. Nimmons, Éd. de l’homme, Montréal, 1992
- Psychobiologie de la guérison, Desclée de Brouwer, Paris, 1993, 2° édition Éd. Le Souffle d’or, 2002  (ISBN 2840582090)
- Du symptôme à la lumière. La nouvelle dynamique des systèmes auto-organisés en hypnothérapie. Le germe, (Éd. SATAS), Bruxelles, 2001.